# RS-24 (ミサイル)

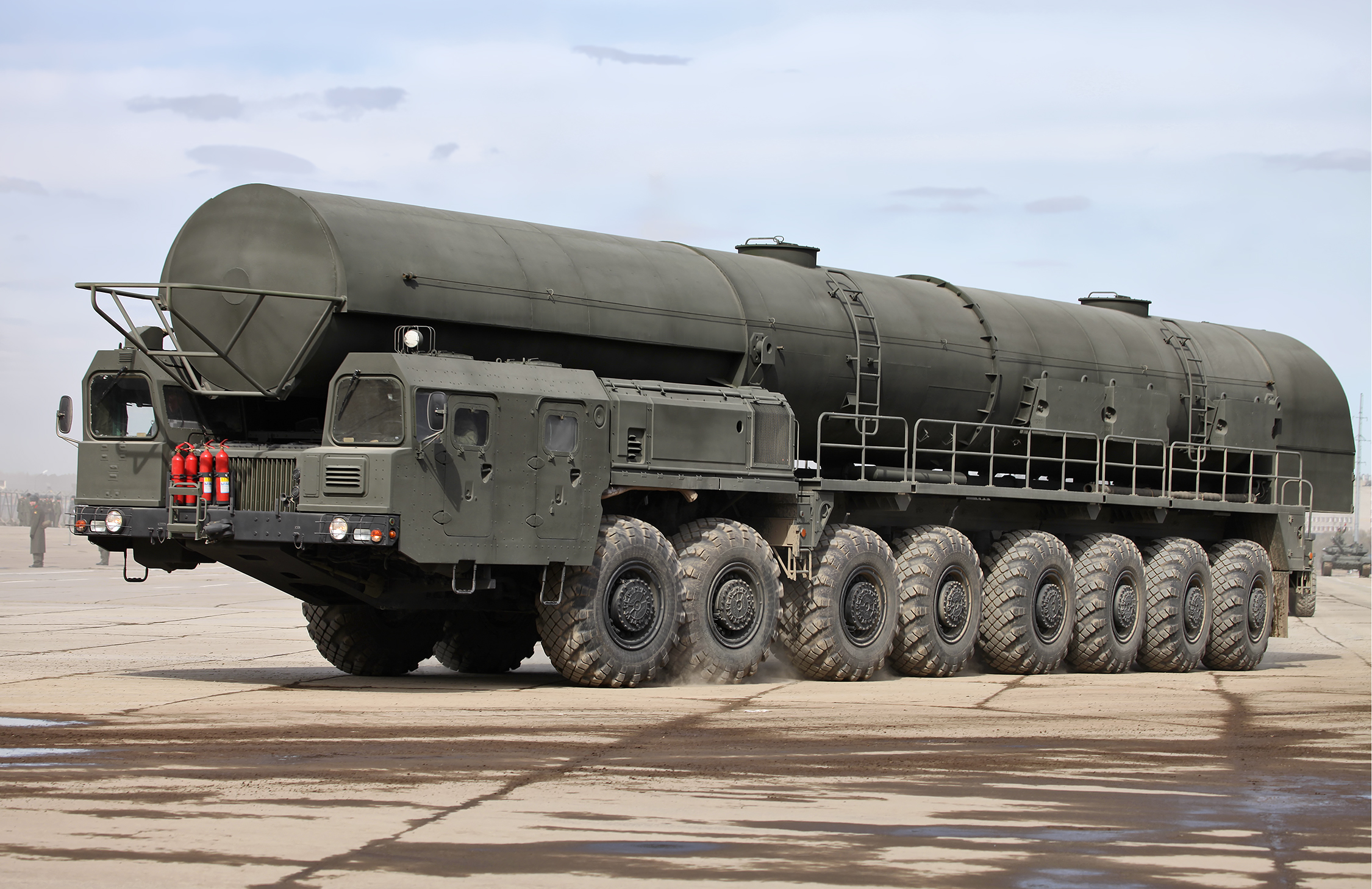

RS-24 ヤルス (РС-24 Ярс – ракета стратегическая 〈戦略ミサイル - modification 24〉または Topol-MR, NATOコードネーム :SS-29 もしくは SS-27 Mod 2) は、ロシアで開発された核弾頭搭載大陸間弾道ミサイル。
2007年5月29日に秘密の軍事研究開発プロジェクトを経て初めて発射実験された。

## 運用者
ロシア